# Brazília hadereje
Brazília hadereje (portugálul: Forças Armadas Brasileiras) három haderőneme a szárazföldi erő, a légierő és a haditengerészet, benne a brazil tengerészgyalogsággal.

## Fegyveres erők összlétszáma
- Aktív: 287 600 fő
- Tartalékos: 1 115 000 fő

## Szárazföldi erők
Létszám
189 000 fő
Állomány
- 8 hadosztály
- 1 páncélos felderítő dandár
- 3 páncélos dandár
- 4 gépesített dandár
- 10 gépkocsizó dandár
- 4 dzsungel dandár
- 4 ejtőernyős dandár
- 1 határvédelmi dandár
- 1 partvédelmi dandár
- 10 tüzér csoport
- 2 műszaki csoport
- 1 helikopteres dandár

Felszerelés
- 178 db harckocsi (87 db Leopard, 91 db M-601A-3)
- 286 db közepes harckocsi (M-418/C)
- 300 db páncélozott szállító jármű
- 610 tüzérségi löveg: 500 db vontatásos, 110 db önjáró
- 80 db helikopter

## Légierő
Forças Aerea Brasileira
Létszám
50 000 fő
Állomány
- 2 vadászrepülő század
- 3 közvetlen támogató század
- 2 felderítő század
- 6 szállító repülő század

Felszerelés
- 264 db harci repülőgép (F-5E/B/F, A-1M AMX, Mirage 2000 F–2000A/B, T-27 Tucano)
- 75 db szállító repülőgép
- 29 db harci helikopter
- 30 szállító helikopter

## Haditengerészet
Létszám
48 600 fő
Hadihajók
- 4 db tengeralattjáró
- 1 db repülőgép-hordozó
- 14 db fregatt
- 50 db partvédelmi hajó
- 30 db más feladatú hajó

Haditengerészeti légierő
- 24 db harci repülőgép
- 54 db harci helikopter

Tengerészgyalogság
- 1 hadosztály és a támogató erők (A felszerelés között 63 db páncélozott harcjármű és 40 db tüzérségi löveg van)